# Boško Antić
Pour les articles homonymes, voir Antic.
Božidar Antić, plus connu de son surnom Boško Antić, né le 7 janvier 1944 à Sarajevo en Bosnie-Herzégovine et mort le 3 décembre 2007 à Belgrade, est un joueur et entraîneur de football yougoslave, serbe et bosniaque. 

## Biographie
Boško Antić commence sa carrière de footballeur professionnel au FK Sarajevo, le club de sa ville natale, où il revient en 1965 après avoir du en quitter le centre de formation quelques années auparavant. Pour sa deuxième saison, en 1966-1967, il brille particulièrement et mène son équipe au premier titre de champion de Yougoslavie de l'histoire du club. Parmi ses principales qualités figurent sa technique de balle et son jeu imprévisible. Il a notamment pour coéquipiers Mirsad Fazlagić, Boško Prodanović et Vahidin Musemić, son compère d'attaque. 
Ses performances lui valent d'être sélectionné en équipe nationale. Il assiste depuis le banc - comme doublure de Dragan Džajić, l'un des plus grands joueurs yougoslaves de l'histoire - à la deuxième place de siens à l'Euro 1968. Il honore en octobre 1968 sa première sélection contre l'Espagne. Barré à son poste par Džajić, il semble qu'il n'ait pas fait d'autres apparitions sous le maillot yougoslave, d'autant qu'il se blesse sérieusement en 1969.  
En 1972, une fois passé 27 ans, il peut émigrer. Il part en France. Au poste d'ailier gauche, il joue trois ans au SCO Angers, dont il dispute les deux seuls matchs européens en 1972, puis deux ans au SM Caen, avec lequel il est meilleur buteur de deuxième division en 1976. L'emblématique gardien de but caennais Alain Douville dit qu'il est le joueur à l'avoir le plus impressionné dans sa carrière : « un pied gauche redoutable, un technicien hors du commun ».
Après sa carrière de joueur, il retourne en Yougoslavie où il devient entraîneur. Il entraîne le FK Sarajevo de janvier 1983 à 1985, avec lequel il remporte le championnat de Yougoslavie 1984-1985. Il devient ainsi le premier à remporter le championnat avec ce club comme joueur puis comme entraîneur. Il dirige par la suite l'équipe nationale du Togo, le Sartid Smederevo, le Radnički Niš en 1998 et le club chinois de Jiangsu Sainty en 2001.
Il meurt en 2007 à 63 ans.

## Carrière
Avec le FK Sarajevo, Antić marque 67 buts en 187 matchs officiels, 140 buts en 276 en comptant les nombreuses compétitions amicales de l'époque.
| Saison                | Club                  | Championnat           | Championnat | Championnat | Coupe(s) nationale(s) | Coupe(s) nationale(s) | Compétition(s) continentale(s) | Compétition(s) continentale(s) | Compétition(s) continentale(s) | Total | Total |
| Saison                | Club                  | Division              | M.          | B.          | M.                    | B.                    | Comp.                          | M.                             | B.                             | M.    | B.    |
| 1965-1966             | FK Sarajevo           | D1                    | 9           | 3           | -                     | -                     | -                              | -                              | -                              | 9     | 3     |
| 1966-1967             | FK Sarajevo           | D1                    | 30          | 14          | -                     | -                     | -                              | -                              | -                              | 30    | 14    |
| 1967-1968             | FK Sarajevo           | D1                    | 30          | 18          | -                     | -                     | C1                             | 4                              | 3                              | 34    | 21    |
| 1968-1969             | FK Sarajevo           | D1                    | 16          | 6           | -                     | -                     | -                              | -                              | -                              | 16    | 6     |
| 1969-1970             | FK Sarajevo           | D1                    | 20          | 5           | -                     | -                     | -                              | -                              | -                              | 20    | 5     |
| 1970-1971             | FK Sarajevo           | D1                    | 31          | 3           | -                     | -                     | -                              | -                              | -                              | 31    | 3     |
| 1971-1972             | FK Sarajevo           | D1                    | 26          | 1           | -                     | -                     | -                              | -                              | -                              | 26    | 1     |
| 1972-1973             | SCO Angers            | D1                    | 35          | 11          | 1                     | 0                     | C3                             | 2                              | 0                              | 38    | 11    |
| 1973-1974             | SCO Angers            | D1                    | 38          | 18          | 5                     | 3                     | -                              | -                              | -                              | 43    | 21    |
| 1974-1975             | SCO Angers            | D1                    | 31          | 16          | 5                     | 0                     | -                              | -                              | -                              | 36    | 16    |
| 1975-1976             | SM Caen               | D2                    | 32          | 22          | 1                     | 0                     | -                              | -                              | -                              | 33    | 22    |
| 1976-1977             | SM Caen               | D2                    | 17          | 6           | 2                     | 0                     | -                              | -                              | -                              | 19    | 6     |
| Total sur la carrière | Total sur la carrière | Total sur la carrière | 315         | 123         | 14                    | 3                     | -                              | 6                              | 3                              | 335   | 129   |

## Sources
- Marc Barreaud, Dictionnaire des footballeurs étrangers du championnat professionnel français (1932-1997), L'Harmattan, 1997.